# Хельгафедльссвейт
Хельгафедльссвейт  (исл. Helgafellssveit) — община на западе Исландии в регионе Вестюрланд. Население 66 человек, площадь 243 км². Населённых пунктов нет.
Община на данной территории была образована в 1905 году указом короля Кристиана IX. В 1950 была образована община Хельгафедльссвейт почти в её современных граница с центром на хуторе Сёйрар. Название общины происходит от небольшой горы Хельгафедль, расположенной на полуострове Тоурснес. Высота горы составляет всего 73 метра, но она известна тем, что на ней долгое время находился храм в честь Тора.
По территории общины проходит участок дороги регионального значения Снайфедльснесвегюр 54 и дорога местного значения Стиккисхоульмсвегюр 58, ведущая к городу Стиккисхоульмюр.

## Население
Источник: Mannfjöldi eftir kyni, aldri og sveitarfélögum 1998-2021 (исл.). hagstofa.is. Reykjavík: Hagstofa Íslands [Статистическая служба Исландии]. Дата обращения: 16 октября 2021.